# 心地
心地（?—?），新羅第41代君主宪德王金彦昇的太子.
生而孝悌天性冲睿. 志學之年落采従師拳懃于道. 寓止中岳 今公山, 適聞俗離山深公傳表律師佛骨簡子設果訂法㑹决意披尋, 旣至後期不許叅例. 乃席地扣庭隨衆禮懴. 経七日天大雨雪, 所立地方十尺許雪飄不下. 衆見其神異許引入堂. 地撝謙稱恙退處房中向堂潜禮, 肘顙俱血類表公之仙溪山也, 地藏菩薩日来問慰. 洎席罷還山途中見二簡子貼在衣褶間, 持廻告於深. 深曰, “簡在凾中那得至此.” 撿之封題依舊開視亡矣. 深深異之重襲而藏之. 又行如初再迴告之, 深曰, “佛意在子, 子其奉行”, 乃授簡子. 地頂戴敀山, 岳神率一仙子迎至山椒. 引地坐於嵒上敀伏嵓下謹受正戒. 地曰, “今将擇地奉安聖簡, 非吾軰所能指定, 請與三君憑高擲簡以卜之.” 乃與神等陟峰巓向西擲之, 簡乃風颺 而飛. 時神作歌曰, “礙嵓逺退砥 平兮. 落葉飛散生明兮. 覔得佛骨簡子兮. 邀於淨䖏投誠兮.” 旣唱而得簡於林泉中, 即其地構堂安之. 今桐華寺籖堂北有小井是也.